# سباق الزمن للفرق في بطولة العالم لسباق الدراجات على الطريق 2016
سباق الزمن للفرق في بطولة العالم لسباق الدراجات على الطريق 2016 (بالإنجليزية: 2016 UCI Road World Championships – Men's team time trial)‏ هو سباق دراجات هوائية، وهو الموسم رقم 5 من نفس السباق، وامتدّ لمسافة 40 كيلومتر، وهو أحد سباقات بطولة العالم لسباق الدراجات على الطريق 2016.

## الفرق
| فرق عالمية (10)- بي إم سي راسينغ - Etixx-Quick Step - موفيستار - Orica-BikeExchange - Sky - Giant-Alpecin - Lotto NL-Jumbo - أستانا - Katusha - AG2R La Mondiale فريق قاري محترف- CCC Development Team ‏ فرق قارية (6)- فيرانداس ويلمز 2016 ‏ - Kolss Cycling Team ‏ - Cycling Academy - فينو أستانا موتورز ‏ - Skydive Dubai–Al Ahli Pro Cycling Team ‏ - بايك أيد ‏ |  |
| |  |

## وصلات خارجية
- سباق الزمن للفرق في بطولة العالم لسباق الدراجات على الطريق 2016 على موقع إحصائيات الدراجات الإحترافية (الإنجليزية)